# توشيفتسي
توشيفتسي (بالبلغارية: Томчевци)‏ قرية تقع إدارياً ضمن مقاطعة غابروفو في بلغاريا. ويبلغ عدد سكانها 2 نسمة حسب تعداد 15 مارس 2015. تعتمد توشيفتسي للبريد على الرمز البريدي 5365.